# Gilău
Gilău est une commune de Transylvanie, en Roumanie, dans le județ de Cluj. La commune se trouve à quelque 15 km à l'ouest de Cluj-Napoca et elle est desservie par la route E60 et par l'autoroute A3.